# Steve Jones (zenész)
Stephen Philip "Steve" Jones (London, 1955. szeptember 3. –) angol rockgitáros, énekes és színész; a Sex Pistols punkegyüttes alapító tagjaként és gitárosaként vált ismertté.

## Gyermekkora
Jone London Hammersmith városrészében született, itt nevelték fel nagyszülei és fiatal édesanyja, aki fodrászként dolgozott. Ezt követően Shepherd's Bush-ba költözött. Egyke volt, édesapja, Don Jarvis, amatőr bokszoló, Steve kétéves korában elhagyta a családot. Egy évet töltött vizsgálati fogságban, ami állítása szerint jobb volt, mint otthon lenni, és a Sex Pistols mentette meg a bűnöző élettől.
Gyermekkorában hatással volt rá az Iggy & The Stooges, valamint a glam rock képviselői, mint a Roxy Music és David Bowie.

## Zenei pályafutása
Jones az 1970-es évek elejént Paul Cookkal és Wally Nightingale-lel megalapította a The Strandet. A The Strand a Sex Pistols előfutára volt, Jones itt tanulta meg a gitározás alapjait. Az 1970-es évek közepén megváltak Nightingale-től, ekkort felvették a The Swankers nevet.
1975-ben Paul Cookkal és Glen Matlockkal megalapította a Sex Pistolst. Később csatlakozott hozzájuk John Lydon. Jones magától tanult meg gitározni, eleinte Gibson Les Paul gitárokon játszott. Általában egy krémszínű Gibson Les Paul Custom-ön játszott, amelyet a The Filth and the Fury szerint Mick Ronsontól lopott el egy David Bowie koncerten.
A Never Mind the Bollocks, Here's the Sex Pistols munkálatai során nemcsak szólógitáron játszott, de a basszussáv nagy részét is ő játszotta fel, mivel Sid Vicious képtelen volt megfelelően basszusgitározni. Az album felvételein Glen Matlock is hallható.
A Sex Pistols rajongóinak körében a fejére tett zsebkendőjéről és hullámosított hajáról vált ismertté. Johnny Rottennal együtt ki nem állhatta Sid Vicious barátnőjét, Nancy Spungent. 1976. december 1-jén Bill Grundy Today műsorában nyilvánosan káromkodott, ezzel nagy port kavart és az együttes egyből ismert lett.
A Sex Pistols 1978-as feloszlása után Jones és Paul Cook dobos megalapították a The Professionals-t. Egy albumuk jelent meg, az I Didn't See It Coming. Az együttes története egy súlyos autóbaleset után ért véget. Jones 1982 és 1985 között a Chequered Past tagja volt. 1984-ben kiadták az együttes nevét viselő egyetlen albumukat.
Jones ezután Johnny Thunder So Alone című albumán működött közre Paul Cookkal.
Egy ideig a Siouxsie and the Banshees is meg szerette volna szerezni Jonest, de közreműködésükből csak néhány stúdiófelvétel született. Jones ezután több előadóval együtt dolgozott: Thin Lizzy, Joan Jett, Kraut, Adam Ant, Bob Dylan, Iggy Pop, Andy Taylor, Megadeth és a Neurotic Outsiders. Az 1980-as években szólókarrierbe kezdett. Két albumot adott ki, a Mercyt és a Fire and Gasoline-t.
Jones szerepelt a Roseanne tv-sorozat egyik epizódjában. Korábban szerepelt a The Great Rock 'n' Roll Swindle és a Ladies and Gentlemen, The Fabulous Stains filmekben.
1992-ben rögzítették a Fantasy 7 (F7) projektet, mely máig kiadatlan maradt. Több koncertet adtak Los Angelesben és Dél-Amerikában Mark McCoy énekessel.
1995-ben Jones játszott a P együttes egyetlen kiadott lemezén. Az albumon szerepelt Gibby Haynes a Butthole Surfers-ből, valamint Johnny Depp.
1996-ban megalapította a Neurotic Outsiders együttest, melynek egyetlen albuma jelent meg. Jones közreműködött az Insane Clown Posse The Great Milenko albumán. Ezt követően Jones producerként tevékenykedett, a Buckcherry és az American Pearl debütáló lemezének munkálatait is ő irányította.
Részt vett a Sex Pistols egyesülésében. 2007. folyamán öt koncertet adtak. Jones Los Angelesben él, a Hollywood United F.C. tagja.
2008-ban több fesztiválon is fellépett a Sex Pistols-szal. 2012 májusában szerepelt Craig Ferguson esti műsorában.

## Jonesy's Jukebox
2004 februárjában útjára indult Jones rádióműsora a Jonesy's Jukebox az Indie 103.1 FM rádión. A műsor alapötlete az, hogy Jones bármit megtehet a rádió vezetésének befolyása nélkül.
Jones saját CD-kollekciójából állítja össze a dallistákat és meginterjúvolja a szórakoztatóipar képviselőit. Jones egy akusztikus gitáron gyakran improvizált dalokat az adott beszélgetés témájára. Neves vendégei között volt Johnny Ramone, Brian Wilson, Pete Townshend, Iggy Pop, Robert Plant, Gary Oldman és Johnny Rotten. A zenész vendégek gyakran adtak elő dalokat Jonesszal.
A Jonesy's Jukebox utolsó adására az Indie 103.1-en 2009. január 14-én került sor; a műsort a KROQ vette át 2010 októberében.
2009-ben a BBC Radio 6 Music-on vezetett öt vasárnapi műsort A Month of Sundays with Steve Jones címmel. 2009 decemberében a műsorokat megismételték az IAmRogue.com internetes rádión.

## Felszerelése
A 70-es években egy Gibson Les Paul Junior Double Cutaway-en játszott. Ekkor Malcolm McLaren Sylvain Sylvain 1974-es White Gibson Les Paul Custom gitárját adta neki. Jones játszott továbbá egy 1954-es Black Gibson Les Paul Custom-ön és egy Sunburst Gibson Firebird-ön. A 90-es években ingyenes Burny Les Paul Customs-öket ajánlottak Jonesnak, ha az ő gitárjaikon játszik. Két darabot készítettek a számára, 2002-ben és 2003-ban ezeken játszott. 2005 környékén visszatért a Gibsonokhoz, de továbbra is játszik a Burny-jén. A Gibson végül kiadott egy Steve Jones által inspirált Les Paul modellt.
A Sex Pistolsos években Jones egy Fender Twin Reverb erősítőt használt, valamint Matlock tagsága alatt egy MXR Script Phase 90 pedált. A Never Mind the Bollocks, Here’s the Sex Pistols felvételei alatt egy Fender Twinnel dolgozott. Ezt követően használt Music Man erősítőket, a Sex Pistols egyesülése után pedig áttért a Marshall erősítőkre.

## Diszkográfia
Sex Pistols
- Never Mind the Bollocks, Here’s the Sex Pistols (Virgin Records/Warner Bros. Records, 1977)

The Professionals
- I Didn't See It Coming (Virgin Records, 1981)

Chequered Past
- Chequered Past

Szólóalbumok
- Mercy (MCA, 1987)
- Fire and Gasoline (MCA, 1989)

P
- P (Capitol Records, 1995)

Neurotic Outsiders
- Neurotic Outsiders (Maverick Records, 1996)

## Önéletírása magyarul
- Lonely Boy. A Sex Pistols gitárosának története; ford. Rézműves László; Jaffa, Bp., 2021

## Fordítás
- Ez a szócikk részben vagy egészben  a   Steve Jones (musician) című angol Wikipédia-szócikk fordításán alapul.  Az eredeti cikk szerkesztőit annak laptörténete sorolja fel. Ez a jelzés csupán a megfogalmazás eredetét és a szerzői jogokat jelzi, nem szolgál a cikkben szereplő információk forrásmegjelöléseként.